# Schleuse Baldeney
Die Schleuse Baldeney ist eine Schleuse im Essener Stadtteil Bredeney. Sie bildet mit einer Stauanlage und dem Wasserkraftwerk Baldeney das Abschlussbauwerk des Baldeneysees und wird vom Ruhrverband betrieben.

## Allgemeines
Die Entstehung der Schleuse geht mit dem Bau des Baldeneysees einher, um die Ruhrschifffahrt auch oberhalb der Stauanlage zu ermöglichen. Die Arbeiten an der Schleuse begannen im Juli 1931 und wurden im Dezember 1932 abgeschlossen. In Betrieb genommen wurde sie 1933 mit dem Aufstauen der Ruhr an dieser Stelle.

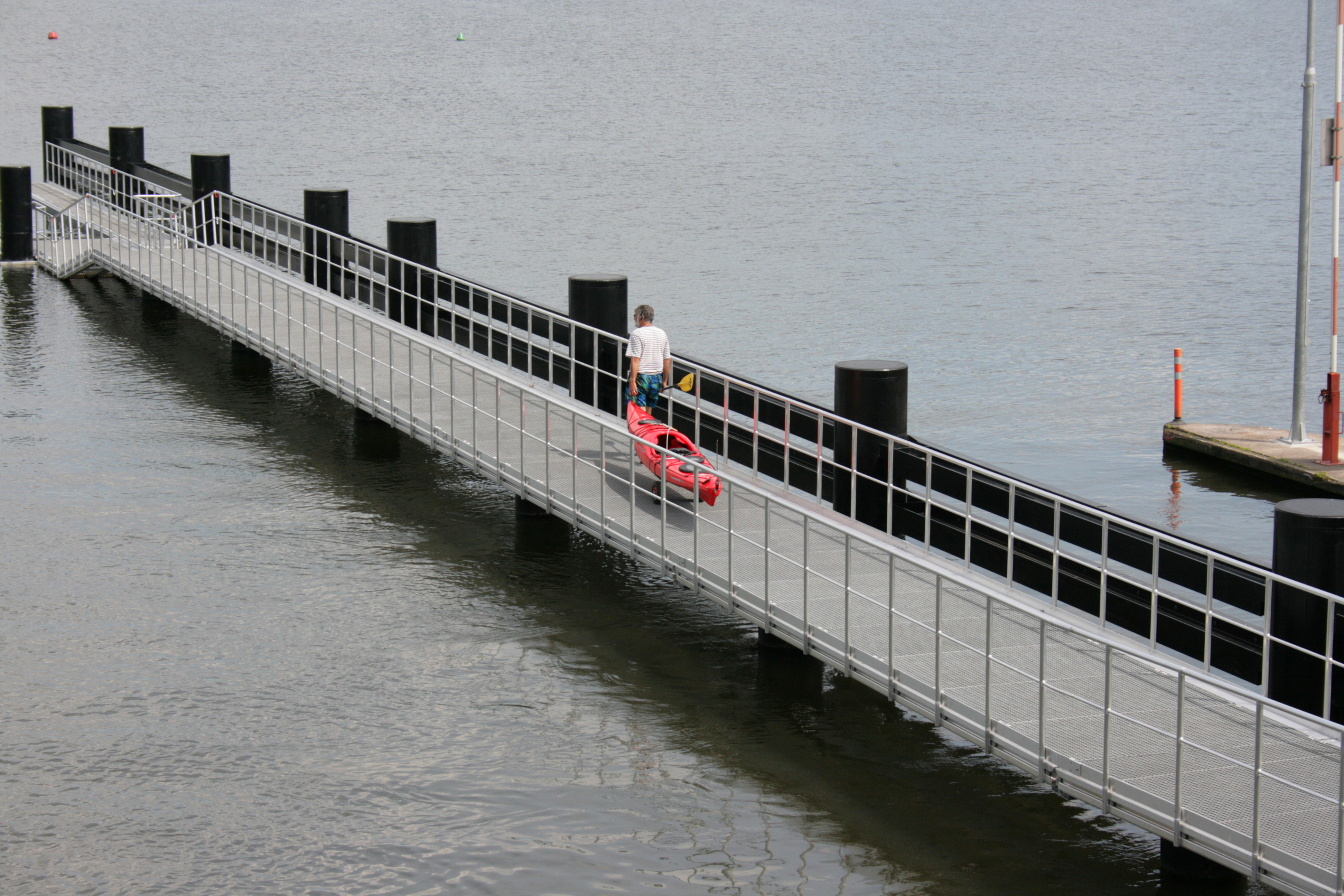
Kanusteg im Oberwasser

Die ursprünglich 42,45 Meter lange und 6 Meter breite Schleusenkammer wurde von 2007 bis 2009 grundlegend saniert und auf die heutigen Maße (siehe Infobox) reduziert. Seit dem Erliegen der Frachtschifffahrt auf der Ruhr wird die Schleuse nur noch von April bis Oktober für die Ausflugsschifffahrt und die motorisierte Sportschifffahrt betrieben. Für Kanus gibt es einen parallel verlaufenden Transportweg.

## Fischliftsystem

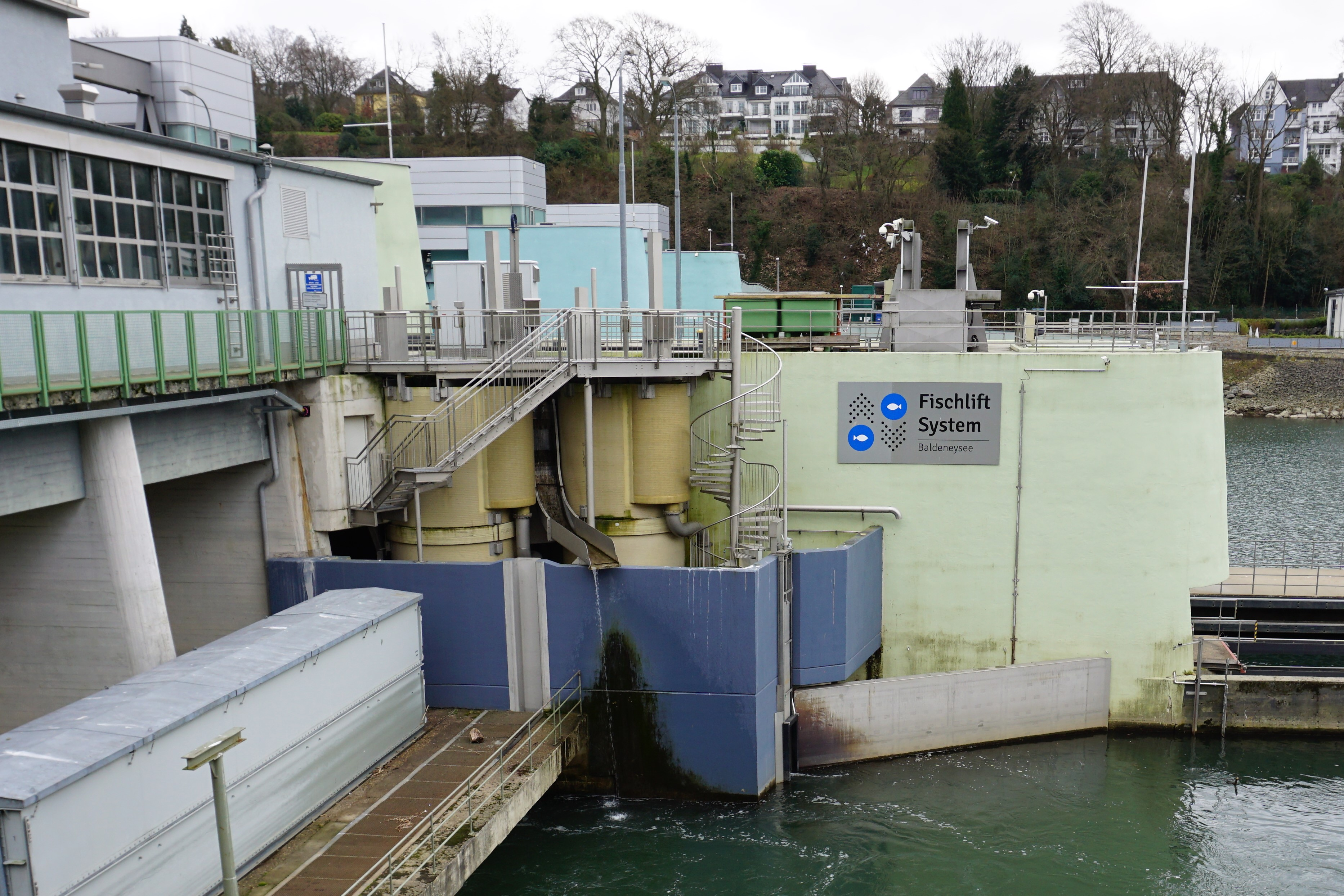
Das Fischliftsystem am Unterhaupt der Schleuse

Da aufgrund der geografischen Gegebenheiten und der großen Fallhöhe eine herkömmliche Fischtreppe nicht gebaut werden konnte, ist an der Schleuse ein neuartiges Fischliftsystem realisiert worden. Es besteht aus zwei senkrechten Röhren. Wird eine Röhre mit Wasser befüllt, steigt der darin befindliche Liftkorb auf und befördert die Fische nach oben zum Baldeneysee. Anschließend wird die Röhre entleert und der Liftkorb sinkt wieder ab. Das neuartige System wurde im Sommer 2020 in Betrieb genommen. In einem Pavillon werden von April bis September das Fischliftsystem sowie der Sinn und Zweck von Fischaufstiegshilfen näher erläutert.